# Parti indépendantiste portoricain

Le drapeau du Parti indépendantiste portoricain

Le Parti indépendantiste portoricain (en espagnol : Partido Independentista Puertorriqueño, abrégé en PIP) est un parti politique portoricain qui fait campagne pour l'indépendance de Porto Rico face aux États-Unis d'Amérique. Il est l'un des trois principaux partis politiques et le deuxième plus vieux parti de Porto Rico.
Les partisans du PIP sont habituellement appelés les indépendantistes, les verts ou quelquefois simplement les militants pour l'indépendance.

## Histoire
Le parti a débuté comme étant l'aile électorale du Mouvement pro-indépendance portoricain. C'est le plus gros des partis indépendantistes et le seul dont les candidats sont inscrits sur les bulletins électoraux. (Les autres doivent être écrit à la main).

### Fondation
Le PIP est fondé le 20 octobre 1946 par Gilberto Concepción de Gracia, qui avait le sentiment que le Parti populaire démocrate avait trahi ses convictions indépendantistes.

### Les années 1970
En 1971, le candidat indépendantiste au poste de Gouverneur Rubén Berríos, âgé de 31 ans, a mené une protestation contre la Marine américaine à Culebra. Lors des élections de 1972, le PIP a réussi à avoir la plus forte progression pour un parti politique qui a fait campagne sur une plate-forme socialiste, pro-travailleurs et pour les moins-nantis. Un an plus tard, lors d'une assemblée de délégués, Berríos a déclaré que le parti ne présenterait plus de plate-forme marxiste-léniniste mais une plate-forme axée sur la social-démocratie.

### Les années 1990
En 1999, les dirigeants du PIP, particulièrement Berríos, se sont occupés d'une protestation face à la présence de la Marine américaine qui a exproprié des terrains dans la municipalité de l'île de Vieques.

### Les élections de 2004
Lors des élections de 2004, le PIP a failli perdre sa reconnaissance officielle, en n'obtenant que 2,4 % du vote lors de l'élection au poste de Gouverneur et entre 10,5 % et 25,5 % lors des législatives. (Selon la loi électorale du Commonwealth de Porto Rico, un parti qui reçoit moins de 3 % du vote perd sa reconnaissance officielle.)

### Les élections de 2020
Pour les élections de 2020, Juan Dalmau était le candidat du parti. Il a obtenu 175 402 voix et est arrivé à la quatrième place, avec un historique de 13,58 % des voix, la deuxième meilleure performance électorale de l'histoire du PIP. Avec le Movimiento Victoria Ciudadana (Mouvement de la victoire des citoyens) obtenant 179 265 voix et arrivant à la troisième place avec 13,95 % des voix, il s'agit de la plus grande part du vote portoricain (27,53 %) jamais obtenue par les partis de gauche à Puerto Rico.

### Les élections de 2024
Pour les élections de 2024, Juan Dalmau était le candidat du parti. Il a obtenu 364 145 voix et est arrivé à la deuxième place, avec un score historique de 32,78 % des voix, la troisième meilleure performance électorale de l'histoire du PIP. Avec le Movimiento Victoria Ciudadana (Mouvement de la victoire des citoyens), ce qui fait de Juan Dalmau, le premier candidat d'un parti autre que les deux principaux partis de Porto Rico, le PNP et le PPD à terminer deuxième aux élections générales.

## Élections
Lors des élections de 2004 dans l'île, il n'a obtenu que 2,4 % (10-25 % legislative) des votes contre un maximum de 20 % des voix en 1952.

## Direction politique
- Rubén Berríos, président, ancien sénateur, président du parti
- María de Lourdes Santiago, vice-présidente, sénatrice
- Manuel Rodriguez Orellana, secrétaire aux relations avec l'Amérique du Nord
- Fernando Martin Garcia, président exécutif
- Juan Dalmau Ramirez, secrétaire général et commissaire électoral
- Roberto Ivan Aponte Berrios, secrétaire à l'organisation municipale
- Dr Edwin Irizarry Mora, secrétaire aux affaires économiques
- Jessica Martinez
- Jorge Fernandez Porto
- Luis Roberto Piñero
- Victor Garcia San Inocencio
- Juan Rodriguez
- Vance Thomas
- Hector Gonzalez Pereira
- Dr Francisco Catala
- Dr José J. Muñiz Quiñones
- Luis Varela Ortiz